# Wiradech Kothny
Wiradech « Willi » Kothny (thaï : วีระเดช โค๊ธนี), né le 10 mai 1979 à Kanchanaburi, est un escrimeur germano-thaïlandais. Il a remporté deux médailles de bronze aux Jeux de Sydney en 2000.
Outre sa carrière sportive, il se distingue par son action sociale et philanthropique envers les victimes du tsunami de décembre 2004.

## Carrière sportive

### En Allemagne
Kothny naît en Thaïlande, dans la ville abritant le pont sur la rivière Kwaï. Sa mère épouse en 1982 un commandant de l'armée allemande, plus tard journaliste pour Südwestrundfunk, Erik Kothny, qui l'adopte, lui conférant la nationalité allemande. La famille s'installe en Allemagne, dans le village d'Oeffingen, près de Stuttgart, puis à Coblence où Wiradech découvre l'escrime à onze ans au club Königsbacher SC Koblenz. Il se révèle en 1999, en devenant champion du monde juniors. La même année, il remporte le championnat d'Europe, battant en finale le champion du monde en titre Luigi Tarantino par quinze à quatorze.
2000 est l'année de la consécration olympique pour Kothny, qui s'avance en outsider dans l'épreuve individuelle avec le statut de tête de série no 14. Ses succès sur les favoris russes Sergueï Sharikov et Alekseï Frossine lui permettent d'accéder aux demi-finales où il est battu par le futur champion Mihai Covaliu. Il décroche le bronze en battant le Hongrois Domonkos Ferjancsik, champion du monde par équipes en 1998, par quinze touches à onze en petite finale.
Dans l'épreuve par équipes, l'Allemagne domine l'Italie de Luigi Tarantino, et échoue d'une touche face à l'équipe de France en demi-finale (44-45). Encore une fois, Kothny décroche le bronze, en prenant au passage sa revanche sur Mihai Covaliu : l'Allemagne bat la Roumanie en match de classement (45-27). À l'occasion de la remise des médailles, il invite sur le podium son coéquipier Eero Lehmann qui, n'étant pas entré en jeu, n'est pas considéré comme faisant partie de l'équipe médaillée par le CIO, et lui offre sportivement sa propre médaille de bronze,. Ce geste est récompensé par le prix Victoria du fair-play du groupe de radiodiffusion ARD, honorant un athlète qui se distingue par son esprit sportif.

### Changement de nationalité
En 2002, le mal du pays rappelle Kothny en Thaïlande. Selon son père Erik, ce retour au pays est longuement anticipé : il avait prévu que son fils adoptif bénéficie d'une éducation solide pour, en retournant en son pays, en faire bénéficier le plus grand nombre. Seule sa réussite en tant qu'escrimeur n'était pas prévue. Il quitte son pays adoptif pour étudier à l'université de Bangkok. La même année, il se marie et reprend la nationalité thaïlandaise.
La procédure de naturalisation éloigne Kothny des pistes d'escrime pour une durée de six mois. La perte de forme qui en résulte, ainsi que l'absence de structure adaptée à la pratique de l'escrime de haut niveau en Thaïlande, explique en grande partie le déclin rapide et irréversible de sa carrière. Entraîné par son frère d'adoption Somkhit Phongyoo
, il tente de conserver son niveau en participant aux stages de l'équipe des États-Unis en préparation des championnats du monde 2002.
C'est sous ses nouvelles couleurs qu'il dispute les Jeux d'Athènes et de Pékin, avec pour résultat une 13e et une 25e place finale. Il se distingue aux Jeux asiatiques, où il est double médaillé de bronze en 2006 et remporte les Jeux d'Asie du Sud-Est en 2005 et 2007. Il dispute aussi les championnats d'Asie, obtenant le bronze en 2008.
Son retour au pays est aussi l'occasion pour lui d'améliorer la visibilité et le niveau général de l'escrime thaïlandaise. Sa volonté de changement se heurte à l'amateurisme et l'immobilisme de la fédération nationale. Les médailles ramenées des Jeux Asiatiques et des championnats d'Asie restent sans effet. Avec son frère et son père, il entreprend alors, à titre personnel, la fondation d'une salle d'armes dont le projet débute en 2009.

## Action sociale
Le jour du tsunami du 26 décembre 2004, Kothny et son frère prennent l'initiative d'écrire à l'ambassade allemande pour proposer leur aide pour la prise en charge des touristes allemands touchés par le désastre. Ne recevant aucune réponse, ils se rendent à Phuket, station balnéaire durement touchée par la catastrophe, pour porter secours aux touristes et participer au rassemblement des corps. Il participe à la logistique du sauvetage en tant qu'intermédiaire entre les autorités locale et l'équipe de secouristes allemande venue de Duisbourg pour rechercher des survivants.
Il poursuit son implication à travers le projet "Willy hilft E.V.", dont le but est de récolter des fonds et reconstruire le village de pêcheurs Ban Bangsak. Il lève un total de 512 571,83 euros, permettant la reconstruction de trente logements, d'une école, d'un dispensaire et de rebâtir une petite flotte de pêche. Son action sociale se poursuit envers les Moken (ou Morgan), un peuple de nomades de la mer, dont il tente d'obtenir l'amélioration des conditions de vie, en particulier par la création d'un dispensaire public. Cet engagement lui vaut de recevoir le prix du sportif thaïlandais de l'année en 2005.
En 2008, la chaîne de télévision Eurosport réalise un documentaire sur sa carrière et ses réalisations sociales dans son pays natal. Ce document reçoit le prix du meilleur reportage lors de la cérémonie des anneaux d'or olympiques de décembre 2008.

## Palmarès
- Jeux olympiques
  -  Médaille de bronze aux Jeux olympiques de 2000 à Sydney
  -  Médaille de bronze par équipes aux Jeux olympiques de 2000 à Sydney
- Championnats d'Europe d'escrime
  -  Médaille d'or aux championnats d'Europe d'escrime 1999 à Bolzano
- Championnats d'Asie d'escrime
  -  Médaille de bronze aux championnats d'Asie d'escrime 2008 à Bangkok

## Classement en fin de saison
Depuis 2002
| Année | 2002 | 2003 | 2004 | 2005 | 2006 | 2007 | 2008 | 2010 | 2011 | 2012 | 2015 |
| ----- | ---- | ---- | ---- | ---- | ---- | ---- | ---- | ---- | ---- | ---- | ---- |
| Rang  | 33   | 24   | 19   | 73   | 73   | 50   | 24   | 95   | 133  | 491  | 176  |